# Центр современного искусства (Женева)
Центр современного искусства (фр. Centre d'Art Contemporain Genève, CAC; нем. Kunsthalle Genf) — художественный музей в швейцарском городе Женева, основанный в 1974 году; является самым старым музеем, посвящённым современному искусству, во франкоязычной Швейцарии; не имеет собственной постоянной коллекции и представляет свои площади (1300 м²) художникам для экспериментов и исследований; на третьем (верхнем) этаже находится кинотеатр (Cinema Dynamo) и книжный магазин.

## История и описание
Центр современного искусства в Женеве был основан Аделиной фон Фюрстенберг в 1974 году — первой выставкой центра стал показ работ художника Яноша Урбана (Janos Urban). Фюрстенберг стремилась к междисциплинарности в выставочной политике зала — она старалась представлять женевской аудитории различные художественные практики; в центре проходили выставки изобразительного искусства, архитектуры, видео-арта; также проходили танцевальные программы и концерты экспериментальной музыки. Предполагалось, что в год будет проводиться по 7—8 временных выставок. В 1982 году центр был зарегистрирован как художественная ассоциация; по решению городского совета от 21 декабря 1983 года он стал получать ежегодной финансирование и, таким образом, был признан кунстхалле Женевы.
Первые пятнадцать лет своего существования центр не имел постоянной площадки — мероприятия проходили в различным помещениях города: между 1977 и 1979 годами он размещался на улице Рю Плантамур, дом 6; в период с 1979 по 1982 занимал площади по адресу улица Rue d’Italie, дом 16; в 1983—1986 годах находился в бывшем Дворце выставок на бульваре Пон-д’Арв; до пожара 1 августа 1987 года размещался во Дворце Вильсона (Palais Wilson), а затем — в музее Рат и в помещениях 12-го муниципалитета Женевы.
Осенью 1989 года городские власти предоставили центру помещения на бывшей фабрике компании «Société genevoise d’instruments de physique» (SIP), основанной в 1862 году Огюстом де ла Ривом (Auguste de la Rive) и Марком Тури (Marc Thury) — и производившей научные инструменты; комплекс зданий получил название «Bâtiment d’art contemporain» (Bac). В том же здании был открыт и Музей современного искусства.
Художник и куратор Паоло Коломбо (Paolo Colombo) взял на себя управление центром в 1989 году: он отдавал предпочтения тем художникам, «которые [по его мнению] задавали интеллектуальные вопросы, а не теме, кто гордился данными ими самими ответами». В течение тринадцати лет его руководства в центре прошли десятки персональных выставок (в том числе таких художников как Кики Смит, Аллан МакКоллум, Тони Уэслер, Луиза Лоулер, Розмари Трокель, Гэвин Тюрк и Уго Рондиноне) и целая серия коллективных экспозиций. В 2002 году куратор Катя Гарсия-Антон (Katya García-Antón) возглавила центр; она видело его как место «слияния людей и идей», в котором искусство не только презентуется, но и исследуется — а также и производится. Новый директор хотела бы отказать от представления о выставочном зале как о «храме искусства». Находясь на данном посту до 2012 года Гарсия-Антон разработала программу, в которой одновременно были представлены как начинающие, так и известные авторы; в залах центра прошли персональные выставки таких авторов как Сантьяго Сьерра, Филипп Декраузат, Мартин Бойс, Джордж Шоу, Памела Розенкранц, Джоан Йонас, Тарин Саймон и Стерлинг Руби.
С 2012 года историк искусства, куратор и искусствовед Андреа Беллини (Andrea Bellini, род. 1971) стал руководителем женевского Центра современного искусства. При нём был открыл кинотеатр «Cinema Dynamo» (собственный кинозал на верхнем этаже здания, рассчитанный на тридцать мест) и резиденция для художников, принимающая по три человека в год — он также возобновил биеннале «Biennale de l’Image en Mouvement» (BIM), которое состоялось в сентябре 2014 года. Беллини также стремится укрепить репутацию центра на международном уровне, расширяя сотрудничество с культурными учреждениями в Европе, США и в мире в целом.
Вводные курсы по истории видео-арта, а также проведение конференций и дебатов стало возможно в связи с появлением нового кинозала. Деятельность центра поддерживается специальным фондом и союзом «Ассоциация друзей Центра современного искусства», основанном в 2010 году. Женевский центр фотоискусства (Centre pour l’image contemporaine) также стал частью выставочного зала. Кроме того CAC реализует проект «Le Project Space», в рамках которого представляет выставочный зал площадью около 60 квадратных метров для продвижения начинающих местных (региональных и швейцарских) художников.